# Sankt Kastl

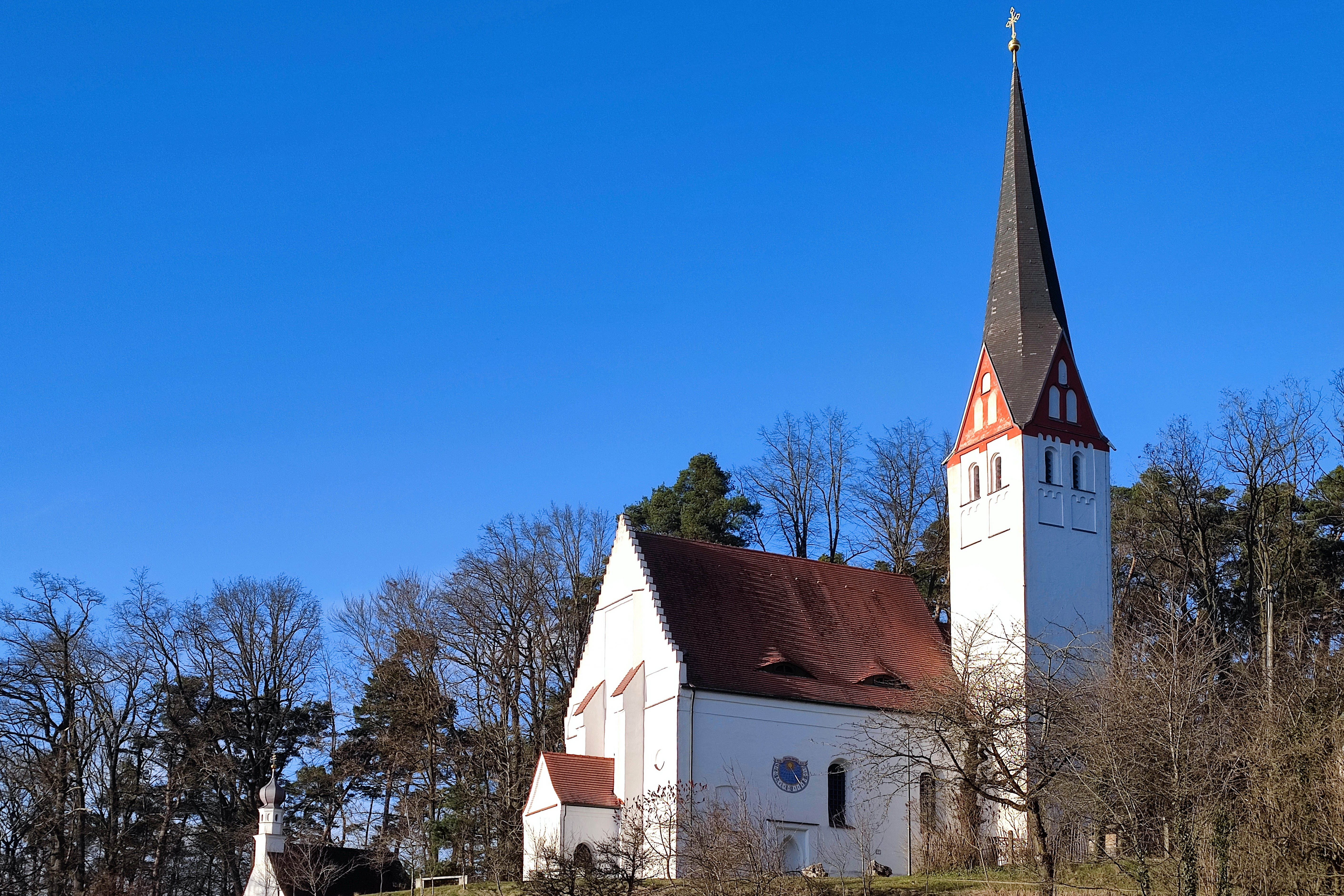
Wallfahrtskirche St. Kastulus

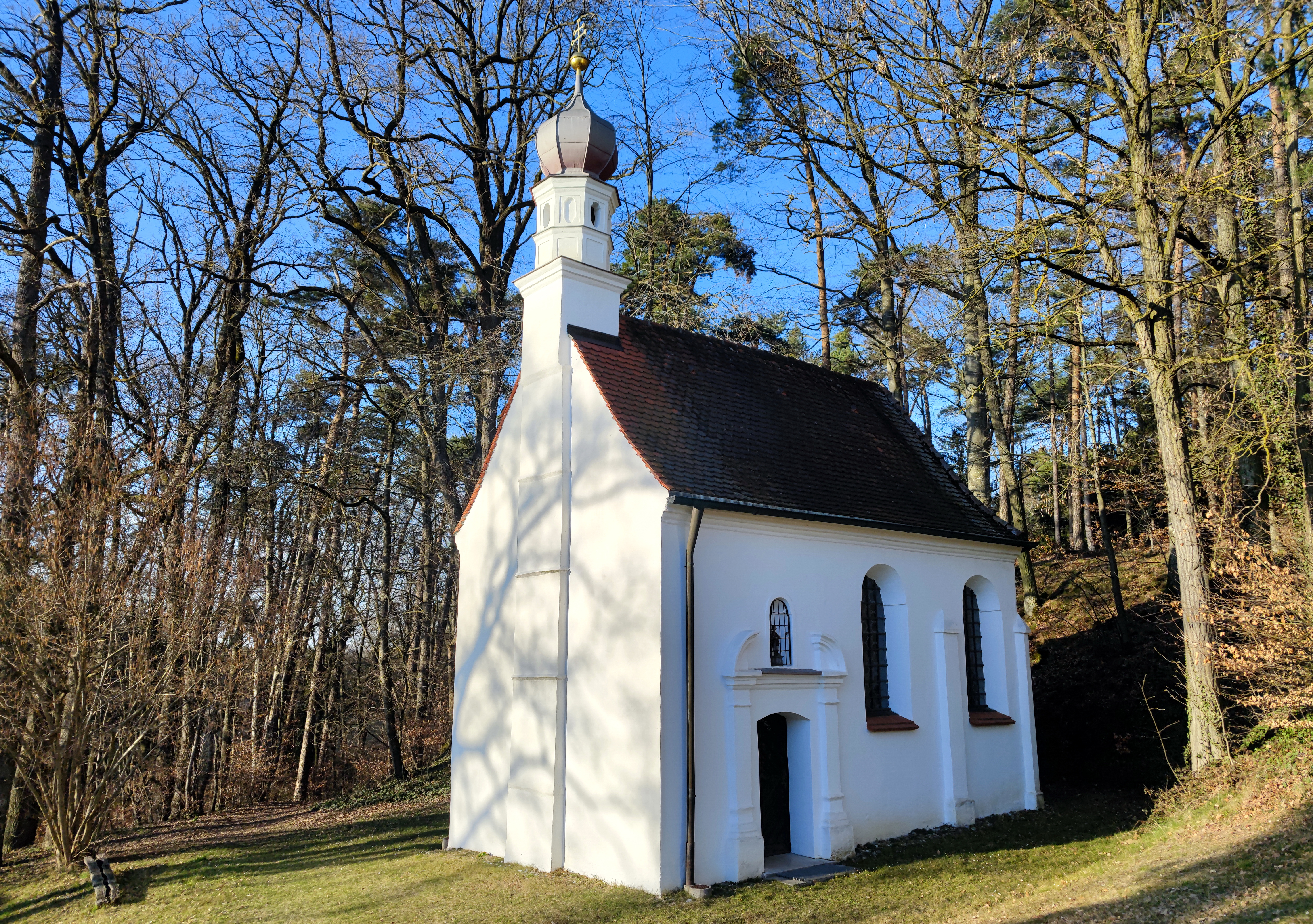
Barocke Kapelle

Sankt Kastl ist ein Weiler im oberbayerischen Markt Reichertshofen und ein katholischer Wallfahrtsort. Der kleine Ort besteht aus vier Anwesen, einer ehemaligen Gaststätte und zwei Kirchengebäuden.

## Wallfahrt
Um 1037 brachte Walperich von Fahlenbach von einer Kreuzfahrt eine Reliquie des heiligen Castulus hierher. St. Kastulus wird als Patron der Bauern und Hirten verehrt.
Dieser Walperich von Fahlenbach war vermutlich ein Gefolgsmann der mächtigen Grafen von Moosburg, deren Hauskloster ebenfalls St. Kastulus geweiht war.
Bei St. Kastl gab es vermutlich noch eine Burg oder einen Herrenhof. Das unterhalb St. Kastl gelegene Dorf Stöffl – abgeleitet vom Namen des Kirchenheiligen Stephanus – entstand wahrscheinlich aus diesem Hof und war bis zum Dreißigjährigen Krieg, als Stöffl völlig zerstört wurde, ein Verwaltungsmittelpunkt. Diese Funktion wurde dann vom Markt- und Gerichtsort Reichertshofen übernommen.
Seit 1447 steht auf einer Rodungsinsel zwischen Langenbruck und Rohrbach die spätgotische Wallfahrtskirche St. Kastulus. Aber bereits zuvor dürfte an dieser Stelle eine ältere Kirche gestanden haben.
Der Hochaltar dieser Saalkirche stammt aus dem Jahr 1671, enthält aber Elemente des Vorgängeraltars von etwa 1500. Die Seitenaltäre stammen aus der zweiten Hälfte des 17. Jahrhunderts. Von den Votivtafeln an den Seitenwänden trägt das älteste die Jahreszahl 1686. 2004 wurde die Kirche aufwändig renoviert.
Die eigentliche Wallfahrtskapelle in unmittelbarer Nachbarschaft stammt aus dem 17. Jahrhundert, ist im Stil des Barock erbaut und wesentlich kleiner als St. Kastulus.

## Orgel
Die heutige Orgel der Kirche St. Kastulus wurde gegen Ende des 19. Jahrhunderts erbaut und verfügt über 9 Register. Der Spieltisch wurde mit Blick zum Altar aufgestellt. Die Windzufuhr zu der mechanischen Kegellade kann sowohl über den Gebläsemotor als auch über einen Kalkantentritt erfolgen. Auf ein Manual und Pedal verteilen sich die folgenden 9 Register:
| Manual C–g3 |      |
| Prinzipal   | 8'   |
| Gedackt     | 8'   |
| Gambe       | 8'   |
| Salicional  | 8'   |
| Oktav       | 4'   |
| Flöte       | 4'   |
| Mixtur III  | 2/3' |

| Pedal C–f1 |     |
| Subbass    | 16' |

- Koppeln: I/P
- Spielhilfen:  1 Tritt (Sekundprinzipal (!), durchkoppelnd)

## Glocken
| Nr. | Name      | Gussjahr | Gießer                     | Schlagton |
| 1   | unbekannt | 1899     | Georg Bachmair, Ingolstadt | ~as1      |
| 2   | unbekannt | 1478     | „maister V“                | ~es2      |

## Profanes

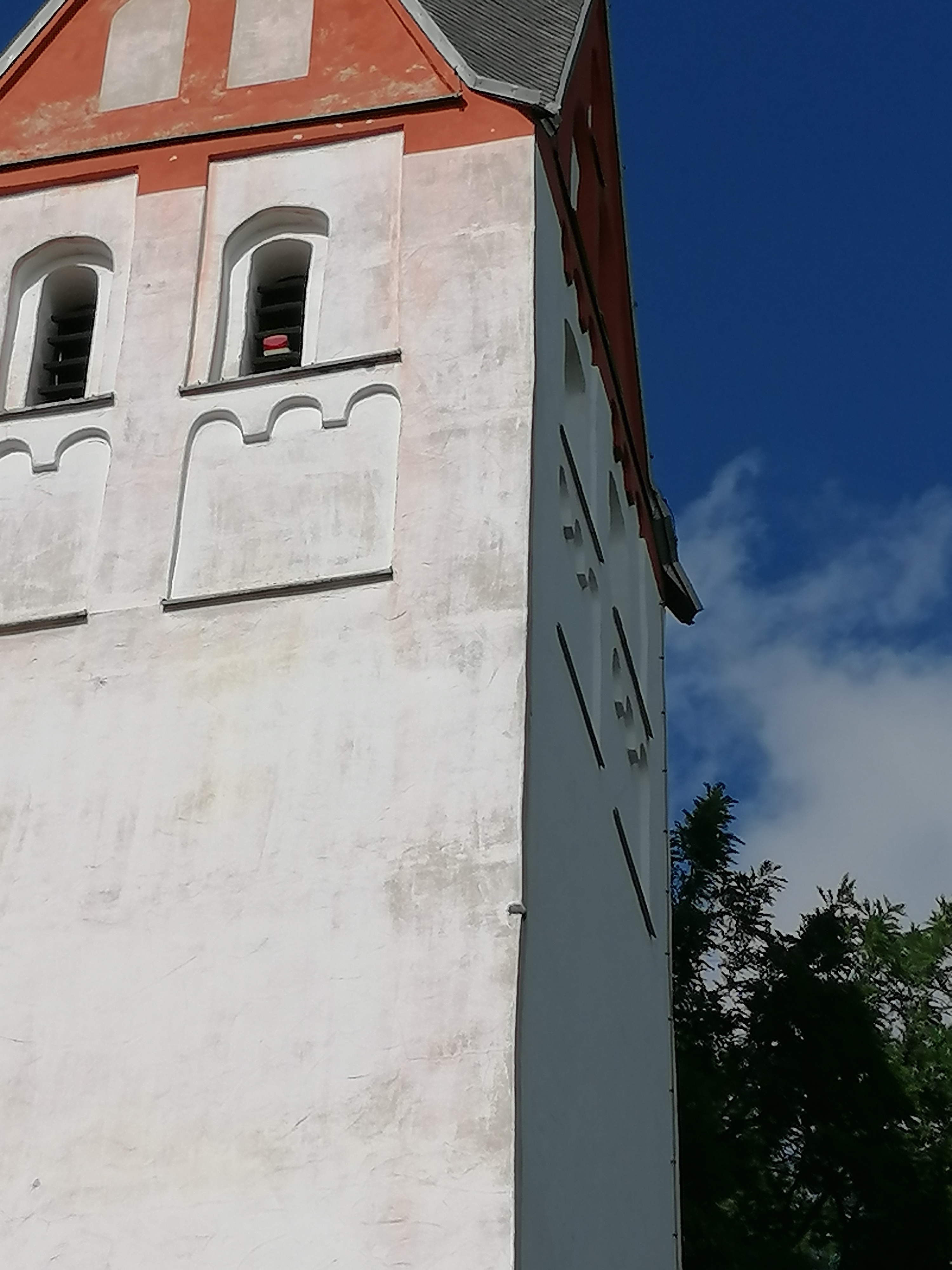
Kirchturm Sankt Kastulus mit Kanonenkugel
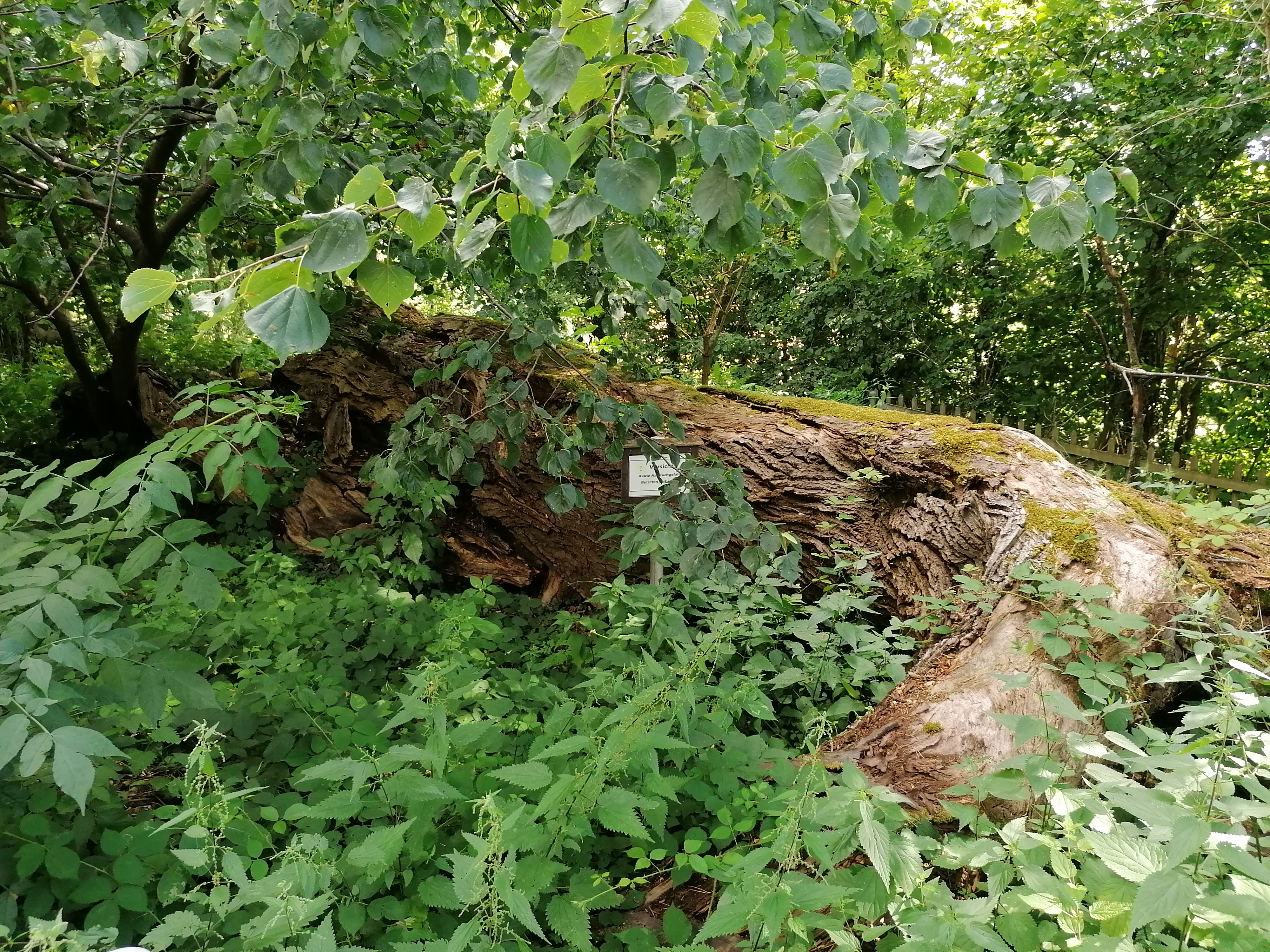
Umgestürzte und abgestorbene Sankt-Kastl-Linde

- Im Kirchturm, in etwa 20 Meter Höhe, steckt eine Kanonenkugel von der Schlacht am Kastlberg von 1796, erkennbar als schwarzer Fleck.[1]
- 1925 wurde auf dem Kastlberg eine Unterkunft für den Alpenverein Ingolstadt errichtet, die sich im Lauf der Jahre zu einem Gasthof für Pilger entwickelte.
- Beim Bau der Bundesautobahn 9 von München nach Berlin errichtete man auf Höhe des Wallfahrtsensembles einen Parkplatz mit direktem Zugang zu Kirche und Kapelle. Der Parkplatz wurde mittlerweile aufgelassen.

## Sankt-Kastl-Linde
Östlich der Kirche befindet sich der Überrest der so genannten St.-Kastl-Linde, einer Sommerlinde, die ein geschätztes Alter von 400 bis 500 Jahren erreicht haben soll. Hier ist der Legende nach der Heilige Kastulus einem Hirten erschienen und soll dessen krankes Vieh geheilt haben. Nach einem Unwetter  ist die Linde zur Seite gekippt und teilweise zerbrochen. Ihr abgestorbener Stamm liegt als Baumruine an der Stelle, auf die er bei dem damaligen Unwetter gestürzt ist, jedoch treiben unter dem Totholzbiotop neue Lindentriebe aus (Stand 2022).

## Denkmallisten
- Liste der Baudenkmäler in Reichertshofen#Sankt Kastl
- Liste der Bodendenkmäler in Reichertshofen
- Ensemble Weiler Sankt Kastl

## Gemeindezugehörigkeit
Sankt Kastl war ein Ortsteil der Gemeinde Langenbruck, die sich am 1. Juli 1972 mit allen Ortsteilen der Marktgemeinde Reichertshofen anschloss.